# Naissance en 1091
Naissance
- 1087
- 1088
- 1089
- 1090
- 1091
- 1092
- 1093
- 1094
- 1095

Cette page dresse une liste de personnalités nées au cours de l'année 1091 :
- 22 décembre : Jutta von Sponheim, anachorète, s'enfermant dans une cellule, au couvent des bénédictines de Disibodenberg sur le Rhin, dans le diocèse de Mayence, connue pour avoir été l'éducatrice d'Hildegarde de Bingen.

- Hongzhi Zhengjue, moine bouddhiste chinois.
- Mathilde de Rethel, comtesse de Rethel.
- Warcisław Ier de Poméranie, duc de Poméranie occidentale.

## Crédit d'auteurs
- Cet article est partiellement ou en totalité issu de l'article intitulé « 1091 » (voir la liste des auteurs).